# Свіфт світлоголовий
Свіфт світлоголовий (Cypseloides senex) — вид невеликих птахів родини серпокрильцевих (Apodidae). Поширений у Південній Америці.

## Поширення
Вид трапляється в Бразилії від південної Пари та більшої частини Мату-Гросу на схід до Баїї та на південь до Ріу-Гранді-ду-Сул, у східному Парагваї та в північно-східній аргентинській провінції Місьйонес. Його основними місцями існування є тропічні вічнозелені ліси, ліси помірного поясу та чагарникові місцевості.

## Опис
Свіфт світлоголовий є найбільшим представником роду Cypseloides. Він має довжину 18 см і важить від 56 до 110 г. У статей однакове оперення. Дорослі особини мають шоколадно-коричневе тім'я та горло з блідо-сірими краями пір'я, що надає обличчю матового вигляду. Спина більш темно-коричнева, круп коричневий посередині між головою та спиною, а хвіст чорно-коричневий. Нижня сторона блідіша, ніж спина. Верхня сторона крила переважно коричнева, а нижня дещо світліша. Молоді особини дуже схожі на дорослих з додаванням блідої бахроми на пір'ї крил.